# Альмонастер-ла-Реаль
Альмонастер-ла-Реаль (ісп. Almonaster la Real) — муніципалітет в Іспанії, у складі автономної спільноти Андалусія, у провінції Уельва. Населення — 1833 особи (2010).
Муніципалітет розташований на відстані близько 390 км на південний захід від Мадрида, 70 км на північ від Уельви.
На території муніципалітету розташовані такі населені пункти: (дані про населення за 2010 рік)
- Асебуче: 36 осіб
- Агуафрія: 84 особи
- Альмонастер-ла-Реаль: 635 осіб
- Арройо: 53 особи
- Калабасарес: 149 осіб
- Каналеха: 30 осіб
- Консепсьйон: 124 особи
- Куева-де-ла-Мора: 128 осіб
- Дееса: 17 осіб
- Ескалада: 56 осіб
- Естасьйон-де-Альмонастер: 18 осіб
- Хіль-Маркес: 56 осіб
- Ла-Хоя/Солов'єхо: 2 особи
- Ла-Хуліана: 1 особа
- Ель-Мансано: 1 особа
- Моларес: 33 особи
- Патрас: 143 особи
- Санта-Еулалія: 0 осіб
- Вередас: 267 осіб

## Демографія
Динаміка населення (INE ):

## Галерея зображень

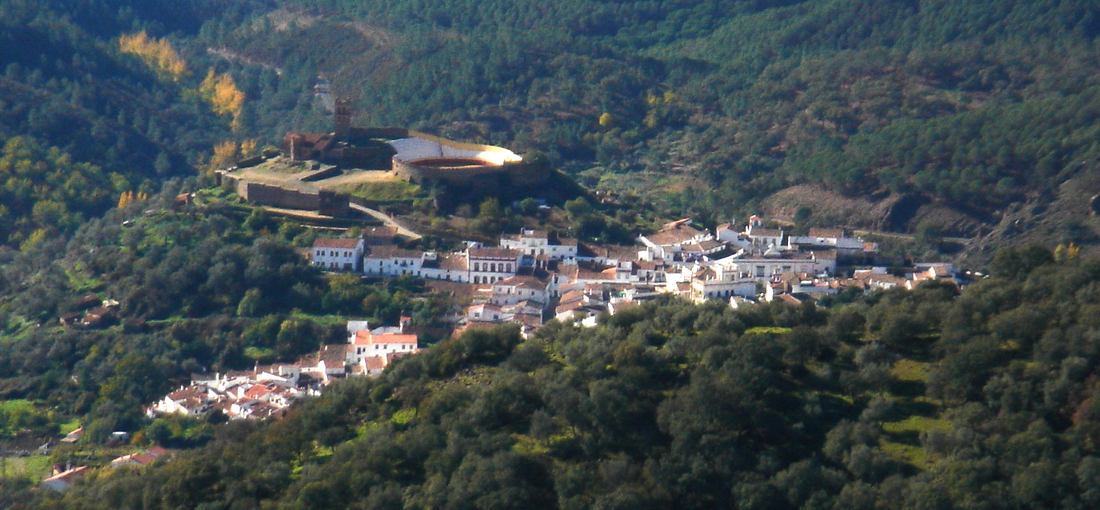
Альмонастер-ла-Реаль